# Изюмский 11-й гусарский полк

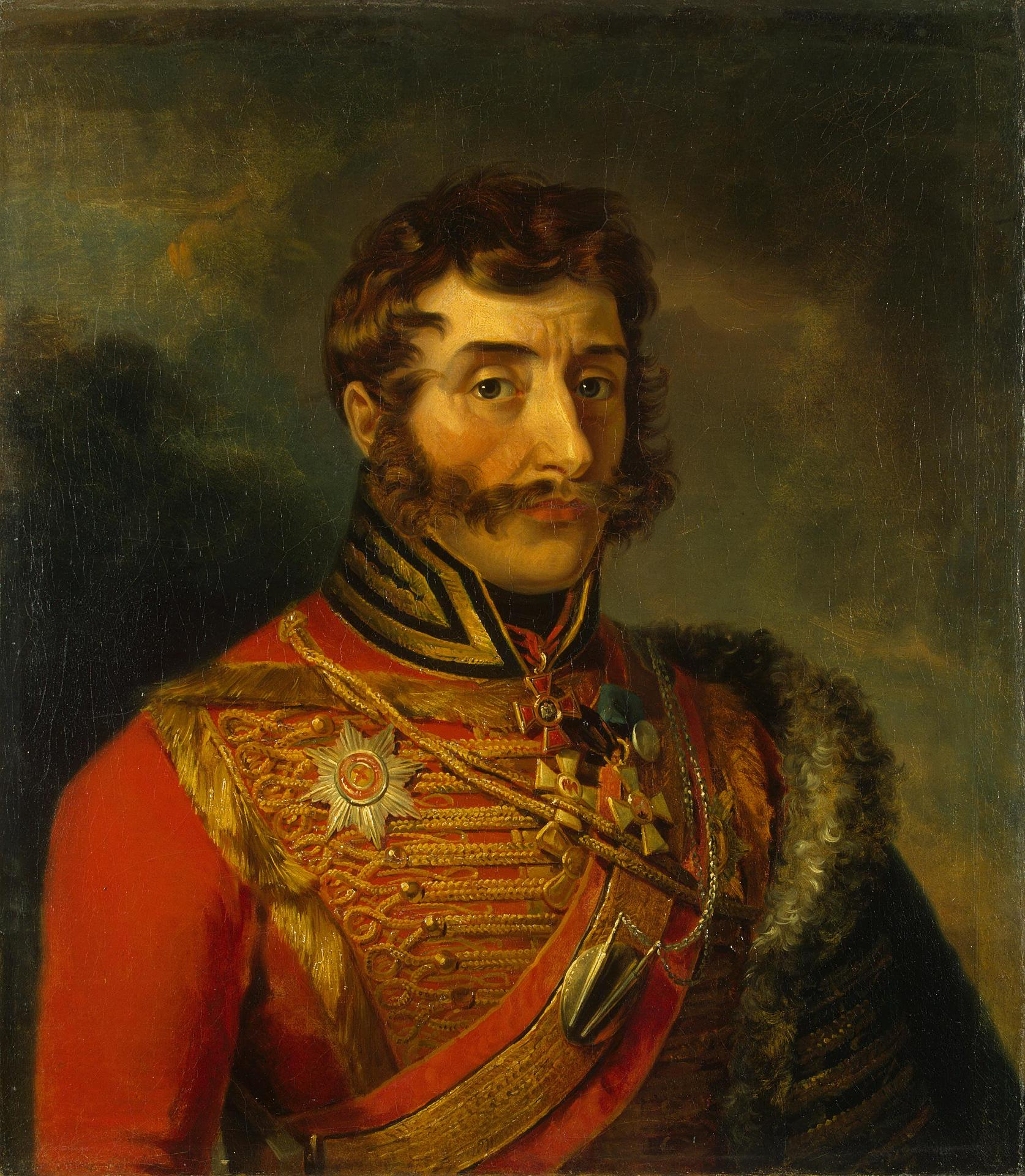
Иван Дорохов, генерал-лейтенант русской Императорской армии, шеф Изюмского гусарского полка

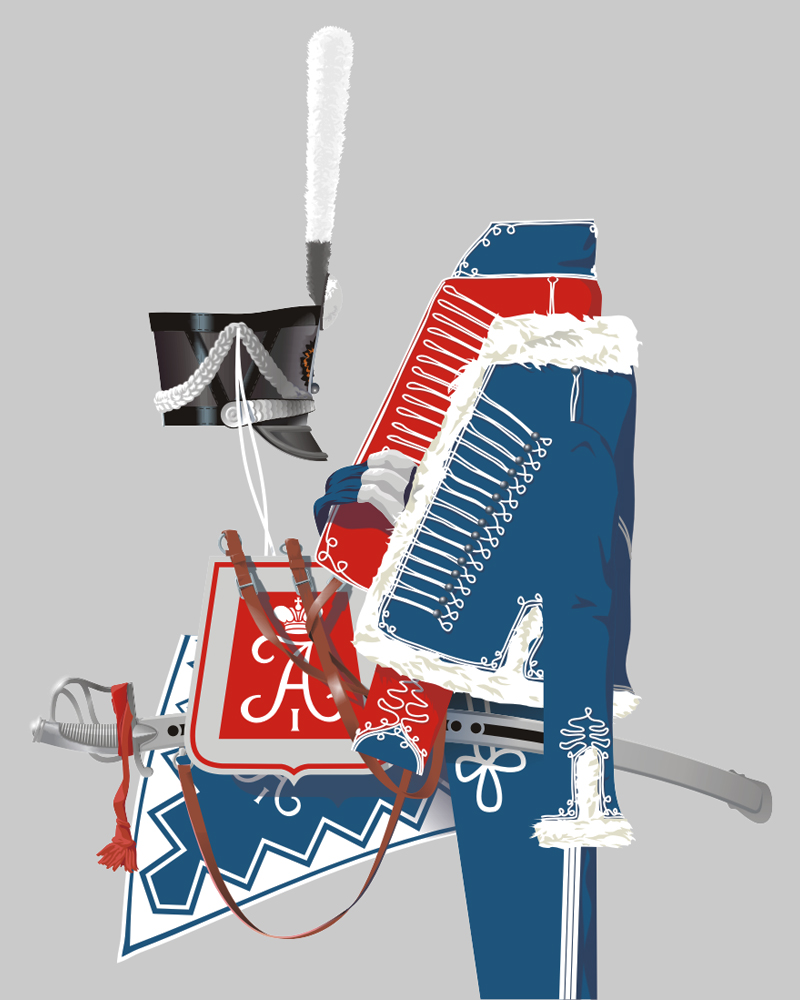
Полная униформа рядового Изюмского гусарского полка образца 1812 года: доломан, ментик, шарф, чакчиры, кивер, вальтрап, ташка и сабля

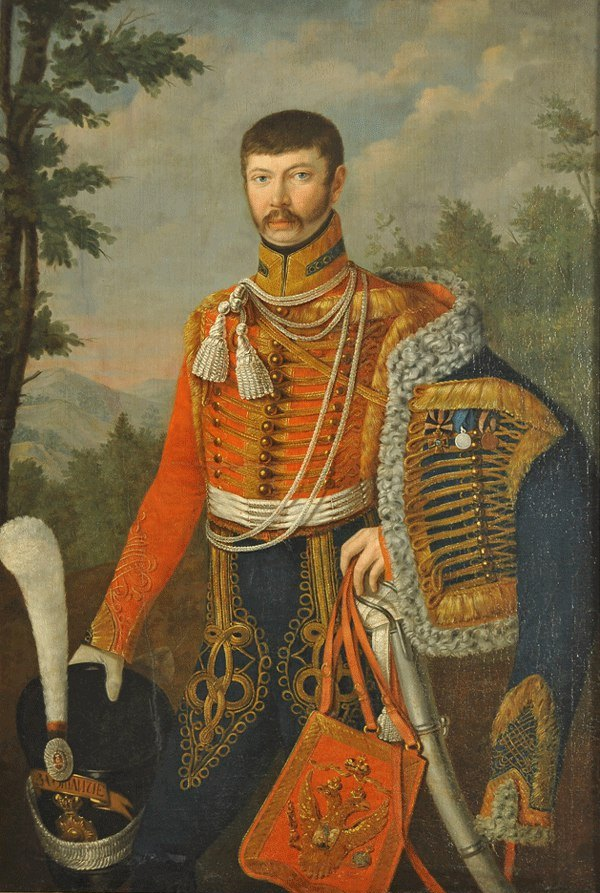
Портрет Ивана Ивановича Ханенко работы Франческо Пеллегрини, 1816 г. Ханенко изображен в мундире штабс-ротмистра Изюмского гусарского полка.

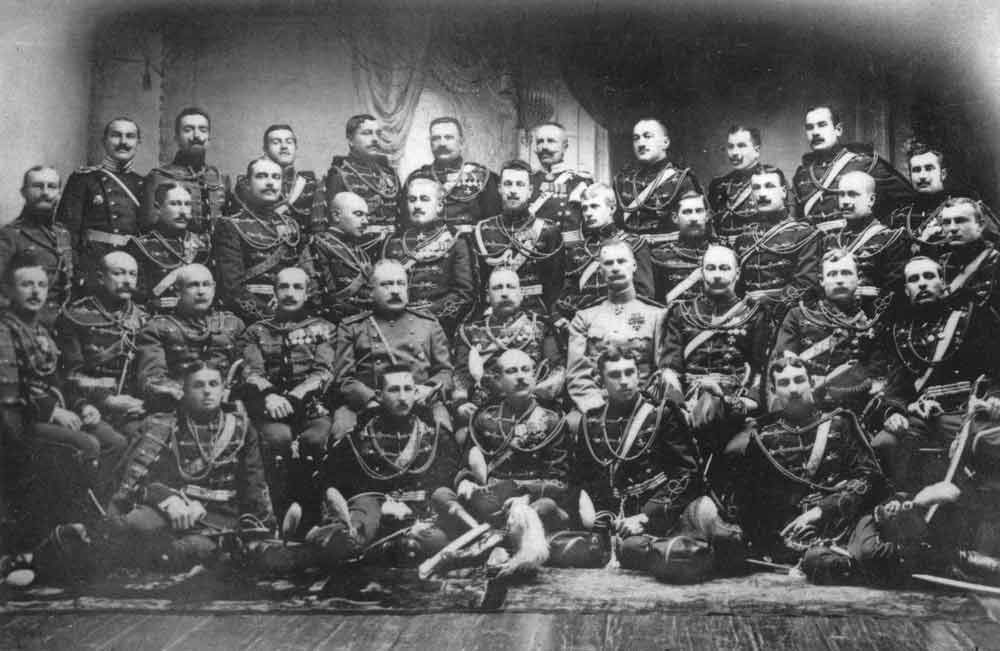
Офицеры 11-го гусарского Изюмского полка. Июнь 1910 г. Фото сделано по случаю смены полковых командиров: генерал-майор Л. Н. Вельяшев (в сюртуке, сидит в центре) передаёт должность полковнику Н. Н. фон Мирбаху (справа от него)

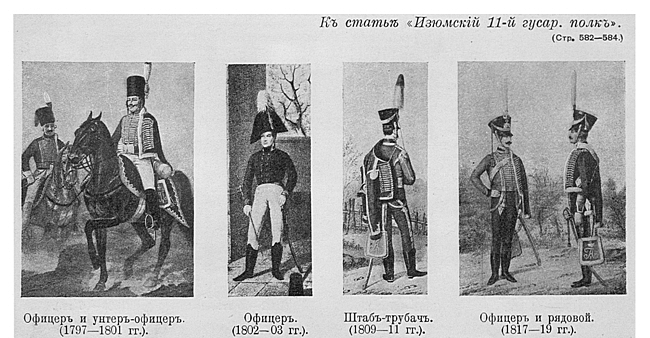
Рисунки из «Военной энциклопедии»

11-й гусарский Изюмский полк — гусарская воинская часть (полк) Русской армии.

## Места дислокации
- 1765,1766 — Змиёв
- 1773 — Ораниенбаум
- 1820 — Касимов, Рязанской губернии[1].
- 1822 году Изюмский полк был расквартирован в Саратовской губернии[2].
- 1914 — Луцк, Волынской губернии.

## Организационные этапы существования полка
- 1688 — Харьковский слободской казачий полк разделён на две части. Одна из них составила с центром в г. в Изюме Изюмский слободской казачий полк
- 1733 — «Штатная» численность полка составляла 800 казаков.
- 03.03.1765 — переформирован в г. в Изюме из Изюмского слободского казачьего полка (учреждённого в 1651), в 6-эскадронном составе в количестве 1034 человек согласно штатному расписанию, под названием Изюмского гусарского; (на основании утверждённого доклада Воинской комиссии «Об учреждении из Слободских полков пяти полевых Гусарских, о комплектовании и содержании оных»)
- 28.06.1783 — он назван Изюмским полком украинской конницы; (Именной указ «О устройстве регулярной конницы»)
- 26.02.1784 — назван Изюмским легкоконным полком, (первоисточник ?)
- 10.04.1786 — штатная численность 1047 человек; (согласно Высочайше утверждённым штатам от данного числа)
- 25.01.1788 — в полку учреждена команда конных егерей в 65 человек; (Висковатов, 4-й том, со ссылкой на Журнал исходящим бумагам Князя Потемкина, 1788 года, № 484)
- 29.11.1796 — назван Изюмским гусарским полком (предложение Военной Коллегии "О приведении в исполнение изданных трёх Уставов о воинской службе: двух о конной и одного о пехотной ")
- 29.11.1796 — штатная численность полка 1620 человек, полк состоит из 10 эскадронов (Высочайше утверждённые штаты полков…)
- 03.12.1796 — Изюмский гусарский полк включён в состав Лифляндской дивизии (Высочайше утверждённое расписание армии на дивизии…)

На основании Указа «О именовании гусарских полков по званиям шефов оных», в царствование Павла полк назывался по фамилиям его шефов;
- 25.12.1796 — гусарский Зорича (Висковатов, 4-й том, со ссылкой на Предложение ген.-фельдмаршала Салтыкова в Военную коллегию от 20.12.1796)
- 15.09.1797 — гусарский Анненкова (приказ от 15.09.1797)
- 05.01.1798 — штатная численность полка 1643 человека, полк состоит из 2-х батальонов по 5 эскадронов в каждом (Высочайше утверждённый доклад «О содержании и расположении войск… с приложением штатов…»)
- 10.08.1798 — гусарский Трегубова полк
- 02.11.1798 — гусарский Ключаревского полк
- 28.03.1799 — гусарский Бобыря полк
- 14.09.1800 — гусарский графа Палена 2-го полк
- 31.03.1801 — снова переименован в Изюмский гусарский полк (Роспись … полкам, коим Высочайше повелено именоваться прежними именами …)
- 21.07.1801 — Изюмский гусарский полк включён в состав Киевской инспекции (Высочайше утверждённое расписание о квартирах…)
- 16.05.1803 — 2 эскадрона полка переданы на формирование Одесского гусарского полка, вместо них сформированы 2 новых эскадрона (указ «О сформировании вновь нескольких … полков»)
- 21.12.1803 — сформирован запасной эскадрон (по штату 150 человек) (указ «О учреждении при кавалерийских полках запасных эскадронов и полуэскадронов» на основании Высочайше утверждённых правил от 17.12.1803)
- 04.05.1806 — Изюмский гусарский полк включён в состав 2-й дивизии (первоисточник ?)
- 13.06.1806 — 2 эскадрона полка переданы на формирование Гродненского гусарского полка, вместо них сформированы 2 новых эскадрона (указ «О сформировании … полков»)
- 28.10.1810 — Изюмский гусарский полк включён в состав 6-й бригады 2-й кавалерийской дивизии с причислением ко 2-й пехотной дивизии 2-го корпуса (указ «О составлении из кавалерийских полков особых дивизий»)
- 08.11.1810 — расформирован запасной эскадрон, их функцию должны выполнять по одному из 3-х средних эскадронов обоих батальонов. (указ «О уничтожении при конных полках запасных полуэскадронов и эскадронов»)
- XX.XX.1811 — Изюмский гусарский полк включён в состав 8-й бригады 2-й кавалерийской дивизии (Висковатов, 10-й том)
- 27.12.1812 — Полк состоит из 6-ти действующих 1-го запасного эскадронов (указ «О состоянии каждому кавалерийскому полку из 7-ми эскадронов»)
- XX.XX.1813 — Изюмский гусарский полк включён в состав 2-й бригады 1-й гусарской дивизии (Висковатов, 10-й том, со ссылкой на Предписание управлявшего Военным Министерством князя Горчакова 1-го, от 11.05.1813 года, № 2926)
- 29.08.1814 — Изюмский гусарский полк включён в состав 1-й бригады 3-й гусарской дивизии, входящей в 4-й пехотный корпус (Висковатов, 10-й том)
- 28.10.1815 — Изюмский гусарский полк в составе 1-й бригады 3-й гусарской дивизии, входящей в 4-й пехотный корпус, включён в состав 1-й армии (Висковатов, 10-й том)
- 14.02.1818 — Изюмский гусарский полк в связи с переменой номеров дивизий находится составе 1-й бригады 2-й гусарской дивизии (Висковатов, 10-й том)
- 04.02.1826 — Полк стал называться Гусарский эрцгерцога австрийского Фердинанда полк
- 22.09.1829 — Полк в составе 1-й бригады 2-й гусарской дивизии, входящей во 2-й корпус 1-й армии (Висковатов, 19-й том)
- 18.10.1829 — Полк состоит из 6-ти действующих эскадронов и пешего резерва
- 21.03.1833 — В результате крупной реформы кавалерии, Гусарский эрцгерцога австр. Фердинанда полк включён в состав 1-й бригады 5-й лёгкой кавалерийской дивизии, входящей в военное время в 4-й пехотный корпус, в мирное в Сводный Кавалерийский корпус. После включения в состав полка 2-х эскадронов расформировываемого конно-егерского полка Его Величества Короля Вюртембергского (бывший Лифляндский полк), согласно штата полк состоит из 8-ми действующих эскадронов, 1-го резервного и 1-й нестроевой роты («Положение о переформировании армейской кавалерии»)
- 16.08.1833 — Полк, как и все гусарские, включён в состав 2-й бригады своей дивизии
- 23.12.1841 — Упразднен резервный эскадрон (приказ Военного Министра № 117)
- 07.11.1850 — Полк опять стал называться Изюмский гусарский полк (в связи со смертью 05.11.1850 почётного шефа полка эрцгерцога Фердинанда Австрийского-Эсте)
- 25.05.1851 — Полк стал называться Гусарский Его Королевского Высочества Принца Фридриха Вильгельма Прусского полк
- 19.05.1857 — Полк стал называться Изюмский гусарский Его Королевского Высочества Принца Фридриха Вильгельма Прусского полк
- 23.12.1860 — Полк стал называться Изюмский гусарский Наследного Принца Прусского полк
- 25.03.1864 — Полк стал называться 11-й гусарский Изюмский Наследного Принца Прусского полк. Полк входит в состав 6-й кавалерийской дивизии.
- 17.02.1871 — Полк стал называться 11-й гусарский Изюмский Его Императорско-Королевского Высочества Наследного Принца Германского и Прусского полк.
- 18.08.1882 — Полк стал называться 33-й драгунский Изюмский Его Императорско-Королевского Высочества Наследного Принца Германского и Прусского полк.
- 27.02.1888 — Полк стал называться 33-й драгунский Изюмский Его Величества Императора Германского Короля Прусского Фридриха III полк (почетный шеф Фридрих стал королём Пруссии и императором Германской империи).
- 06.06.1888 — Полк стал называться 33-й драгунский Изюмский полк (почетный шеф Фридрих после 3-х месячного правления скончался).
- 08.07.1888 — Полк стал называться 33-й драгунский Изюмский Его Королевского Высочества Принца Генриха Прусского полк.
- 06.12.1907 — Полк стал называться 11-й гусарский Изюмский Его Королевского Высочества Принца Генриха Прусского полк.
- 26.08.1912 — Полк стал называться 11-й гусарский Изюмский генерала Дорохова, ныне Его Королевского Высочества Принца Генриха Прусского полк. В столетний юбилей Отечественной войны, Изюмскому полку было присвоено имя генерала Дорохова, заслуженного боевого командира, бывшего шефом полка, оставившего блестящую эпоху в истории полка.
- 26.07.1914 — Полк стал называться 11-й гусарский Изюмский генерала Дорохова полк.

## Форма
По состоянию на 1914 год: общегусарская форма. Доломан, тулья, клапан — пальто, шинели, подбой, шлык, околыш, погоны, варварки — алый, ментик — тёмно-синий, выпушка — жёлтый, металлический прибор — золотой. Цвета флюгера: верх — алый, полоса — жёлтый, низ — алый.

## Участие в боевых действиях
Азовские походы
1695—1696 Вместе с другими Слободскими полками, в составе вспомогательной армии Шереметева, действовавшей на Днепре против крымских татар, участвовал в Азовских походах. Участвовал в осаде крепости Газы-Кермена и расположенных рядом с ней других укреплений, строительстве крепости Тавань. Затем до взятия Азова находился в Коломаке, после чего вернулся в Изюм.
Северная война (1700—1721)
1700—1702 С декабря 1700 находился в составе отряда Шереметева. Участвовал в различных налётах и стычках в Лифляндии.
Булавинское восстание
1708 В составе отряда полковника Кропотова выступил для подавления восстания, но участия в действиях принять не успел.
Экспедиция в Низовой корпус
1725—1727 25 апреля 1725 часть полка в составе 1000-го отряда под командованием полковника Квитки Г. С., выступила в поход в Дагестан. По прибытии полк присоединился к корпусу генерала Матюшкина. Основной задачей отряда было подавление различных вооружённых восстаний на территории, присоединённой к России в результате Персидского похода. Домой отряд вернулся в сентябре 1727.
Строительство Украинской линии
1731—1732 С весны 1731 по осень 1732 часть полка в составе 2000-го отряда слободских казаков участвовала в строительстве системы оборонительных укреплений — Украинской линии.
Война за польское наследство
1733—1735 Выступив со своих квартир в мае 1733, полк вместе с прочими Слободскими полками, был присоединён к отряду Измайлова. Участвовал в небольших стычках со сторонниками Лещинского. В феврале 1734 участвовал в бою под Сенцами, после чего оставался больше года в Польше. Домой вернулся в конце 1735. Между тем, остававшаяся на квартирах часть полка под командованием сотника Капниста в 1734 принимала участие в отражении набега калмыков хана Дондук-Омбо на Украину.
Русско-турецкая война 1735—1739
1736 В составе отряда из Слободских полков бригадира Лесевицкого вошёл в состав главной армии Миниха. Участвовал во взятии Перекопа.
1737 Полк принимал участие во взятии, а затем обороне Очакова.
1738 В составе главной армии участвовал в походе к Днестру.
1739 Вошел в состав главной армии. Участвовал в сражении при Ставучанах.
Семилетняя война 1756—1763
1757 Участвовал в сражении при Гросс-Егерсдорфе.
Русско-турецкая война 1768—1774
Подавление восстания Емельяна Пугачева
В 1784 году в опустевшем селении  Тюпетжик в Крыму поселились отставные солдаты Изюмского гусарского полка, вначале давшие поселению название Изюмская слобода, которое со временем превратилось в Изюмовку. По другой, менее распространённой версии, название произошло оти фамилии владельца имения Чурук в те же годы — генерал-поручика Владимира Изюмского.
Русско-турецкая война 1787—1791
Русско-польская война 1792
Польское восстание 1794 года
Ганноверский поход 1805
С сентября по декабрь 1805, полк в составе корпуса гр. Остермана-Толстого участвовал в походе в Ганновер. В боевых действиях корпус не участвовал.
Русско-прусско-французская война 1806—1807
26.12.1806 Полк принимает участие в битве при Пултуске
08.02.1807 Полк принимает участие в битве при Прейсиш-Эйлау.
В 1808–1809 годах Изюмские гусары принимали участие в защите балтийских берегов от английского и шведского флотов.
Отечественная война 1812
26.07.1812 — бой при Молевом-Болоте, совместно с Сумским и Мариупольским полком переломили ход боя, и заставили противника бежать, преследуя более 10 верст.
16.08.1812 — участие в сражении под Смоленском, в составе арьергарда генерал-адъютанта барона Корфа.
24.08.1812 — бой у Колоцкого монастыря. Уничтожено три эскадрона 11-го голландского гусарского полка.
26.08.1812 — Бородинское сражение в составе 2-го кавалерийского корпуса генерал-адъютанта барона Корфа. Вместе с Польским уланским полком 2-й бригады генерала-майора Панчулидзева 2-го, атакуют кирасир Ватье и карабинеров Дефранса. Несколько эскадронов действует в районе Утицы. Гусары атаковали колону французского полка «Enfants de Paris», взяв в плен 120 человек.
03.11.1812 — сражение под Красным. Взяты в плен 500 человек.
Заграничный поход русской армии 1813—1814
В 1815 году изюмцы совершили поход во Францию, где 29 августа участвовали в грандиозном смотре трёхсоттысячного русского войска в городке Вертю.
Подавление Венгерского восстания 1849 Полк действовал в составе отряда генерала Чеодаева.
- 13.07.1849 Принял участие в стычке на берегу р. Шайо
- 21.07.1849 Принял участие в бою у Дебрецена

Крымская война 1853—1856 (Восточная война)
- Активного участия в войне не принимал. В конце 1853 находился в составе Браиловского отряда на нижнем Дунае.

Русско-Турецкая война 1877—1878
- Потери полка за войну составили — 2 убитых и несколько раненых.

Первая мировая война 1914—1918
Полк — активный участник Галицийской битвы 1914 года.

## Знаки отличия
1. полковой штандарт георгиевский, с надписью: «За отличие при поражении и изгнании неприятеля из пределов России 1812 г.» и «1651-1851», с Александровской юбилейной лентой; (Высочайшая грамота от 27.06.1851 и Высочайший Указ от 25.06.1838)
2. георгиевские трубы (17) с надписью: «Изюмскому полку, за оказанную храбрость 1807 г. против французов»; (Высочайшая грамота от 16.02.1808)
3. знаки на шапки (кивера), с надписью: «За отличие», пожалованные за подвиги 1812—1814 г.; (Высочайший приказ от 19.11.1814)
4. петлицы за военные отличия на мундиры штаб- и обер-офицеров, присвоенные при переименовании полка в драгунский, взамен гусарских шнуров гвардейского образца, пожалованных за отличия в войну 1877-78 г.;

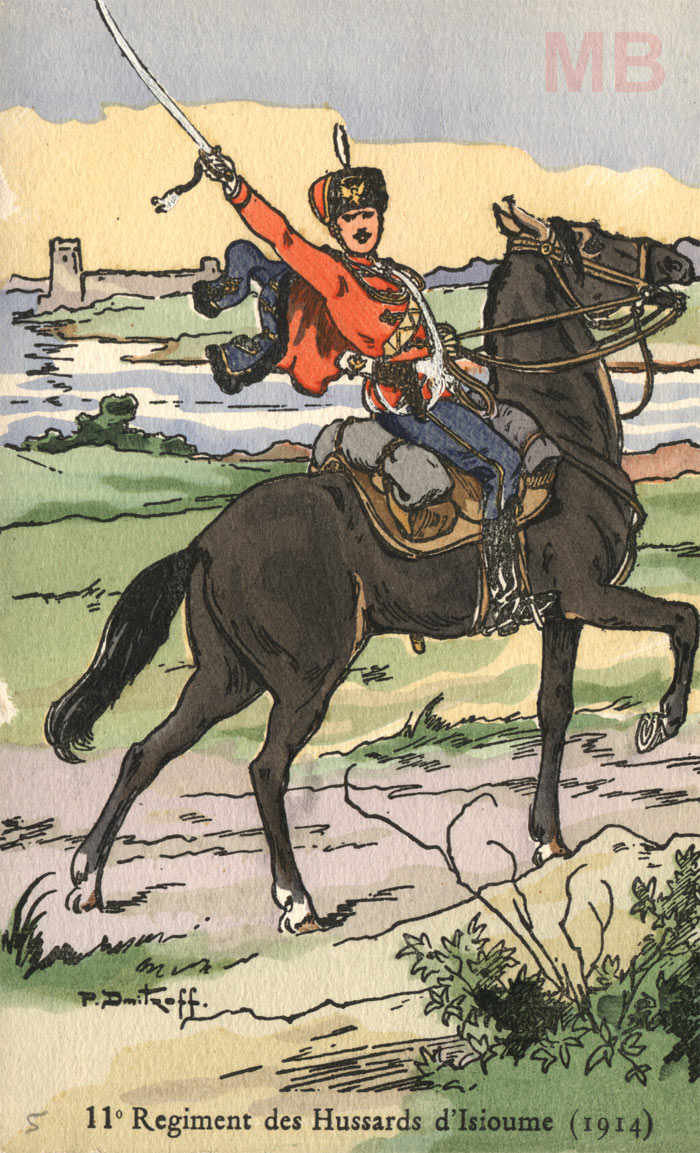
Парадная форма, 1914. 11-й Гусарский Изюмский полк

Старшинство полка считается с 27 июня 1651 г.

## Шефы
- 25.12.1796 — 15.09.1797 — генерал-майор (с 20.01.1797 генерал-лейтенант) Зорич, Семён Гаврилович
- 15.09.1797 — 10.08.1798 — генерал-майор Анненков, Евграф Александрович
- 10.08.1798 — 02.11.1798 — генерал-майор Трегубов, Николай Иванович
- 02.11.1798 — 28.03.1799 — генерал-майор Ключаревский Даниил
- 28.03.1799 — 14.09.1800 — генерал-майор Бобырь, Степан Романович (1754\55-1815)
- 14.09.1800 — 28.07.1803 — генерал-майор граф фон дер Пален, Павел Петрович
- 04.08.1803 — 01.09.1814 — генерал-майор (с 31.10.1812 генерал-лейтенант) Дорохов, Иван Семёнович
- 04.02.1826 — 07.11.1850 — эрцгерцог Австрийский Фердинанд
- 25.05.1851 — 06.06.1888 — Император Германский Король Прусский Фридрих III
- 08.07.1888 — 01.08.1914 — принц Генрих Прусский Генрих Прусский.

## Полковники Изюмского слободского казачьего полка
- XX.XX.1688-XX.XX.1703 — Донец-Захаржевский, Константин Григорьевич
- XX.XX.1703-XX.XX.1707 — Шидловский, Фёдор Владимирович
- XX.XX.1707-XX.XX.1729 — Донец-Захаржевский, Михаил Константинович
- XX.XX.1730-01.11.1743 — Шидловский, Лаврентий Иванович
- 01.11.1743-14.02.1751 — Квитка, Иван Григорьевич
- XX.XX.1752-XX.XX.1765 — Краснокутский, Фёдор Фомич

## Командиры
- хх.хх.1765 — XX.XX.1768 — бригадир (с 18.05.1766 генерал-майор) Зорич, Максим Фёдорович
- хх.хх.1768 — XX.XX.1769 — подполковник Иван Кривцов
- 01.01.1770 — XX.XX.177х — подполковник Аким Бедряга
- к 1771—1777 — полковник (с 22.09.1775 бригадир) Хорват, Георгий Иванович
- XX.XX.1777 — XX.XX.178Х — полковник (с 28.06.1782 бригадир) князь Ратиев, Николай Юрьевич (1728/31—после 1803)
- ХХ.ХХ.ХХХХ — ХХ.ХХ.1787 — полковник Ермолов, Николай Алексеевич
- 21.04.1787 — XX.XX.1793 — полковник (с 25.03.1791 бригадир) Беннигсен, Леонтий Леонтьевич
- 02.09.1793 — 21.07.1798 — полковник Трегубов, Николай Яковлевич
- 21.07.1798 — 19.10.1798 — полковник Зубов
- 16.11.1798 — 20.01.1800 — полковник Готовицкий, Андрей Николаевич
- 21.03.1800 — 18.09.1800 — полковник Каховский, Пётр Демьянович
- 16.11.1800 — 09.02.1802 — полковник граф Мантейфель, Эрнест Васильевич
- 09.02.1802 — 06.07.1803 — полковник Каховский, Пётр Демьянович
- 12.01.1804 — 24.05.1807 — полковник Потапов, Лев Иванович (1773—1831)
- 13.01.1808 — 29.12.1810 — полковник граф Толстой, Андрей Андреевич (17XX—1844)
- 23.06.1811 — 01.06.1815 — подполковник (с 31.10.1812 полковник) граф Долон, Осип Францевич
- 17.06.1815 — 19.07.1818 — полковник граф Тиман, Михаил Адамович
- 19.07.1818 — 08.01.1819[6] — полковник Яковлев 2-й
- 22.01.1819 — 22.01.1823 — полковник барон Унгернштернберг, Отто Карлович
- 22.01.1823 — 23.09.1829[7] — полковник Купфер, Александр Иванович
- 24.12.1848 — 30.01.1851 — полковник Галионка, Пётр Иванович
- 30.01.1851 — 26.11.1851 — полковник Краснокутский, Николай Александрович
- 26.11.1851 — 29.10.1859 — полковник (с 27.03.1855 генерал-майор) граф Нирод, Николай Евстафьевич
- 29.10.1859 — 25.11.1859 —полковник Пенхержевский, Михаил Александрович
- 25.11.1859 — 03.08.1862 — полковник Каменский, Фердинанд Игнатьевич
- 05.08.1862 — 22.06.1863 — флигель-адъютант полковник принц Ольденбургский, Николай Петрович
- 23.06.1863 — 12.12.1868 — полковник барон фон Фиркс, Адольф Августович
- 12.12.1868 — 27.07.1875 — полковник Скобельцын, Пётр Евграфович
- 27.07.1875 — 23.01.1883 — полковник Санников, Сергей Иванович (1838—1920)
- 23.01.1883 — 10.05.1888 — полковник Квитницкий, Эраст Ксенофонтович
- 10.05.1888 — 12.02.1893 — полковник Стародубцев, Пётр Ипполитович
- 11.03.1893 — 31.05.1901[8] — полковник Геништа, Николай Карлович
- 04.06.1901 — 01.12.1907 — полковник Вельяшев, Леонид Николаевич
- 11.12.1907 — 12.06.1910 — полковник Шимановский, Пётр Викторович
- 12.06.1910 — 13.04.1915[9] — полковник (с 14.11.1914 генерал-майор) Мирбах, Николай Николаевич
- 08.05.1915 — 27.02.1917 — полковник фон Шведер, Эдуард-Павел-Михаил Николаевич
- 31.03.1917 — 24.08.1917 — полковник князь Эристов, Андрей Самсонович
- 18.09.1917 — хх.11.1917 — полковник Балихов, Сергей Михайлович
- хх.11.1917 — хх.хх.хххх — ротмистр Подольский, Александр Иванович